# Bonny
Bonny – miasto w Nigerii (Rivers) nad częścią Zatoki Gwinejskiej - Zatoką Bonny.
W mieście port połączony rurociągami z polami naftowymi w delcie Nigru. Około 10 tys. mieszkańców.